# Sabrina N’Diaye
Sabrina N’Diaye ist eine deutsche Journalistin und Fernsehmoderatorin.

## Leben
N’Diaye stammt aus Neuss. Sie studierte bis 2009 Ethnologie und Politikwissenschaft an den Universitäten in Köln, Berlin und Potsdam. Während ihres Studiums führten sie Auslandsaufenthalte nach Paris und in den Senegal, der Heimat ihres Vaters. Von 2011 bis 2012 absolvierte sie ein Volontariat beim Zweiten Deutschen Fernsehen, ehe sie zum Südwestrundfunk wechselte, für den sie als Reporterin tätig war. Nach einer Station bei Arte in Straßburg, wurde sie Mitarbeiterin des Rundfunks Berlin-Brandenburg. Dort ist N’Diaye seit 2016 Live-Reporterin und Autorin und moderiert seit 2018 die Spätausgaben, seit August 2022 auch die beiden Nachmittagsausgaben von rbb24 und fungiert zudem als Nachrichtensprecherin der rbb24 Abendschau. Seit Januar 2022 gehört sie dem Moderationsteam von STUDIO 3 – Live aus Babelsberg an.
N’Diaye lebt in Berlin.

## Filmografie (Auswahl)
- 2020: Ökozid als Nachrichtensprecherin